# Phragmopyxis deglubens
Phragmopyxis deglubens är en svampart som först beskrevs av Berk. & M.A. Curtis, och fick sitt nu gällande namn av Dietel 1897. Phragmopyxis deglubens ingår i släktet Phragmopyxis och familjen Uropyxidaceae.   Inga underarter finns listade i Catalogue of Life.